# Le Sorgho rouge (film)
Pour les articles homonymes, voir Le Sorgho rouge.
Pour plus de détails, voir Fiche technique et Distribution.

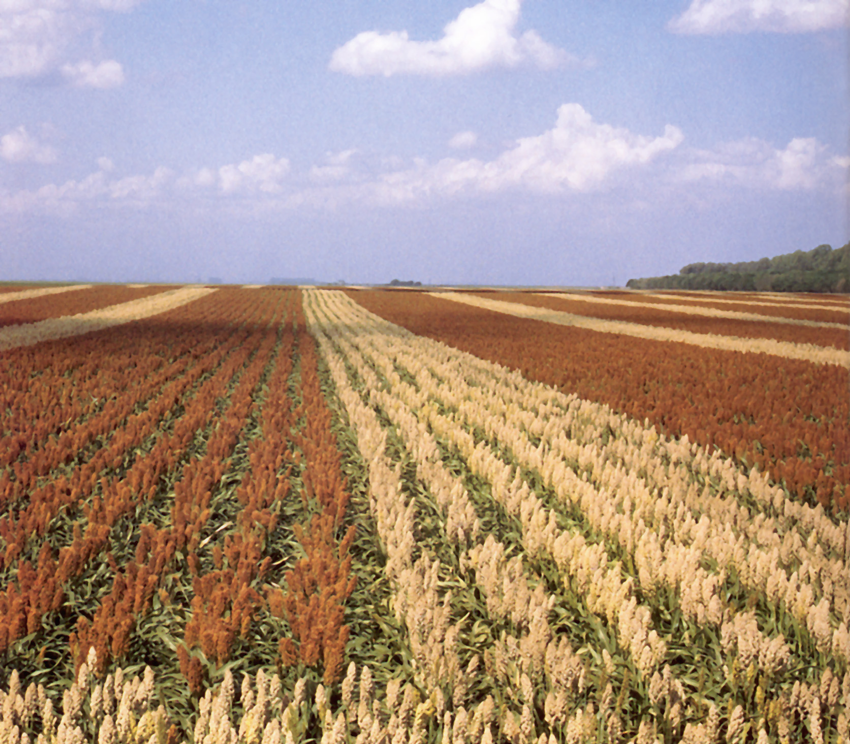
Un champ de sorgho.

Le Sorgho rouge (chinois : 红高粱 ; chinois traditionnel : 紅高梁 ; pinyin : Hóng Gāoliáng) est un film chinois réalisé par Zhang Yimou, sorti en 1987. Il est l'adaptation du roman Le Clan du sorgho de Mo Yan (1986), prix Nobel de littérature en 2012.

## Synopsis
L'histoire se passe  à la fin des années 1930 pendant la seconde guerre sino-japonaise, dans un village du Shandong, dans le nord-est de la Chine. À la mort du vieux mari, à qui son père l'avait vendue, une jeune femme hérite d'une propriété qui cultive le sorgho, et où l'on prépare la bière de sorgho. Face aux envahisseurs de l'armée impériale japonaise qui détruisent ses récoltes, elle organise la résistance.

## Fiche technique
- Titre : Le Sorgho rouge
- Titre original : Hong gao liang (chinois : 红高粱 ; chinois traditionnel : 紅高梁 ; pinyin : Hóng Gāoliáng)
- Réalisation : Zhang Yimou
- Scénario : Chen Jianyu et Mo Yan
- Pays d'origine : république populaire de Chine
- Genre : drame, film de guerre
- Durée : 91 minutes

## Distribution
- Gong Li : grand-mère
- Jiang Wen : grand-père
- Rujun Ten : oncle Luohan
- Cunhua Ji : bandit

## Autour du film
- Il s'agit du premier long-métrage de Zhang Yimou et également le premier de sa compagne et future égérie, Gong Li.

## Distinctions
- Ours d'or du meilleur film 1988.
- Coq d'or du meilleur film 1988.